# Remo nos Jogos Olímpicos de Verão de 2008 - Skiff duplo feminino
As competições da classe skiff duplo feminino (barcos com dois tripulantes em que cada tripulante segura duas pás) do remo nos Jogos Olímpicos de Verão de 2008 foram realizadas entre os dias 9 e 16 de agosto. Os eventos foram disputados no Parque Olímpico Shunyi.

## Medalhistas
| Ouro   | NZL Georgina Evers-Swindell e Caroline Evers-Swindell |
| Prata  | GER Annekatrin Thiele e Christiane Huth               |
| Bronze | GBR Elise Laverick e Anna Bebington                   |

## Resultados

### Eliminatórias
- Regras de classificação: 1→FA, 2..→R

#### Eliminatória 1
| Pos. | Atletas                                          | País               | Tempo   |    |
| ---- | ------------------------------------------------ | ------------------ | ------- | -- |
| 1    | Georgina Evers-Swindell, Caroline Evers-Swindell | NZL Nova Zelândia  | 7:03.92 | FA |
| 2    | Annekatrin Thiele, Christiane Huth               | GER Alemanha       | 7:09.06 | R  |
| 3    | Megan Kalmoe, Ellen Tomek                        | USA Estados Unidos | 7:11.17 | R  |
| 4    | Ionelia Neacsu, Roxana Gabriela Cogianu          | ROU Romênia        | 7:12.17 | R  |
| 5    | Kateryna Tarasenko, Yana Dementieva              | UKR Ucrânia        | 7:25.03 | R  |

#### Eliminatória 2
| Pos. | Atletas                                | País                | Tempo   |    |
| ---- | -------------------------------------- | ------------------- | ------- | -- |
| 1    | Li Qin, Tian Liang                     | CHN China           | 7:03.13 | FA |
| 2    | Jitka Antošová, Gabriela Vařeková      | CZE República Checa | 7:04.23 | R  |
| 3    | Elise Laverick, Anna Bebington         | GBR Grã-Bretanha    | 7:08.65 | R  |
| 4    | Catriona Sens, Sonia Mills             | AUS Austrália       | 7:13.25 | R  |
| 5    | Laura Schiavone, Elisabetta Sancassani | ITA Itália          | 7:30.25 | R  |

### Repescagens
- Regras de classificação: 1-2>FA, 3..→FB

#### Repescagem 1
| Pos. | Atletas                                 | País             | Tempo   |    |
| ---- | --------------------------------------- | ---------------- | ------- | -- |
| 1    | Elise Laverick, Anna Bebington          | GBR Grã-Bretanha | 6:54.92 | FA |
| 2    | Annekatrin Thiele, Christiane Huth      | GER Alemanha     | 6:55.96 | FA |
| 3    | Ionelia Neacsu, Roxana Gabriela Cogianu | ROU Romênia      | 7:01.69 | FB |
| 4    | Laura Schiavone, Elisabetta Sancassani  | ITA Itália       | 7:08.00 | FB |

#### Repescagem 2
| Pos. | Atletas                             | País                | Tempo   |    |
| ---- | ----------------------------------- | ------------------- | ------- | -- |
| 1    | Megan Kalmoe, Ellen Tomek           | USA Estados Unidos  | 6:58.84 | FA |
| 2    | Jitka Antošová, Gabriela Vařeková   | CZE República Checa | 7:00.75 | FA |
| 3    | Catriona Sens, Sonia Mills          | AUS Austrália       | 7:04.30 | FB |
| 4    | Kateryna Tarasenko, Yana Dementieva | UKR Ucrânia         | 7:06.77 | FB |

### Finais

#### Final B
| Pos. | Atletas                                 | País          | Tempo   |
| ---- | --------------------------------------- | ------------- | ------- |
| 1    | Kateryna Tarasenko, Yana Dementieva     | UKR Ucrânia   | 7:17.82 |
| 2    | Catriona Sens, Sonia Mills              | AUS Austrália | 7:19.73 |
| 3    | Ionelia Neacsu, Roxana Gabriela Cogianu | ROU Romênia   | 7:20.99 |
| 4    | Laura Schiavone, Elisabetta Sancassani  | ITA Itália    | 7:29.22 |

#### Final A
| Pos. | Atletas                                          | País                | Tempo   |
| ---- | ------------------------------------------------ | ------------------- | ------- |
|      | Georgina Evers-Swindell, Caroline Evers-Swindell | NZL Nova Zelândia   | 7:07.32 |
|      | Annekatrin Thiele, Christiane Huth               | GER Alemanha        | 7:07.33 |
|      | Elise Laverick, Anna Bebington                   | GBR Grã-Bretanha    | 7:07.55 |
| 4    | Li Qin, Tian Liang                               | CHN China           | 7:15.85 |
| 5    | Megan Kalmoe, Ellen Tomek                        | USA Estados Unidos  | 7:17.53 |
| 6    | Miroslava Knapková, Gabriela Vařeková            | CZE República Checa | 7:25.09 |

Legenda
| Recorde mundial      | Recorde mundial (World record)               |                       | Recorde africano                      | Recorde africano (African) |                                           | Q | Classificado por posição (Qualified) |
| Recorde olímpico     | Recorde olímpico (Olympic record)            | Recorde da América    | Recorde da América (Americas)         | q                          | Classificado por melhor tempo (Qualified) |   |                                      |
| Melhor marca do ano  | Melhor marca do ano (World leading)          | Recorde asiático      | Recorde asiático (Asian)              | DNS                        | Não largou (Did not start)                |   |                                      |
| Recorde nacional     | Recorde nacional (National record)           | Recorde europeu       | Recorde europeu (European)            | DNF                        | Não terminou (Did not finish)             |   |                                      |
| Recorde pessoal      | Recorde pessoal do atleta (Personal best)    | Recorde da Oceania    | Recorde da Oceania (Oceania)          | DSQ / DQ                   | Desclassificado (Disqualified)            |   |                                      |
| Recorde da temporada | Recorde da temporada do atleta (Season best) | Recorde sul-americano | Recorde sul-americano (South America) | NM                         | Sem marca (No mark)                       |   |                                      |

### Remo
| S | Classificado(a) para as semifinais |    |                        | FA | Final A (disputa de medalhas) |  |  | FD | Final D (sem medalhas) |
| Q | Classificado(a) para as quartas    | FB | Final B (sem medalhas) | FE | Final E (sem medalhas)        |  |  |    |                        |
| R | Classificado(a) para a repescagem  | FC | Final C (sem medalhas) | FF | Final F (sem medalhas)        |  |  |    |                        |